# Tirünsz

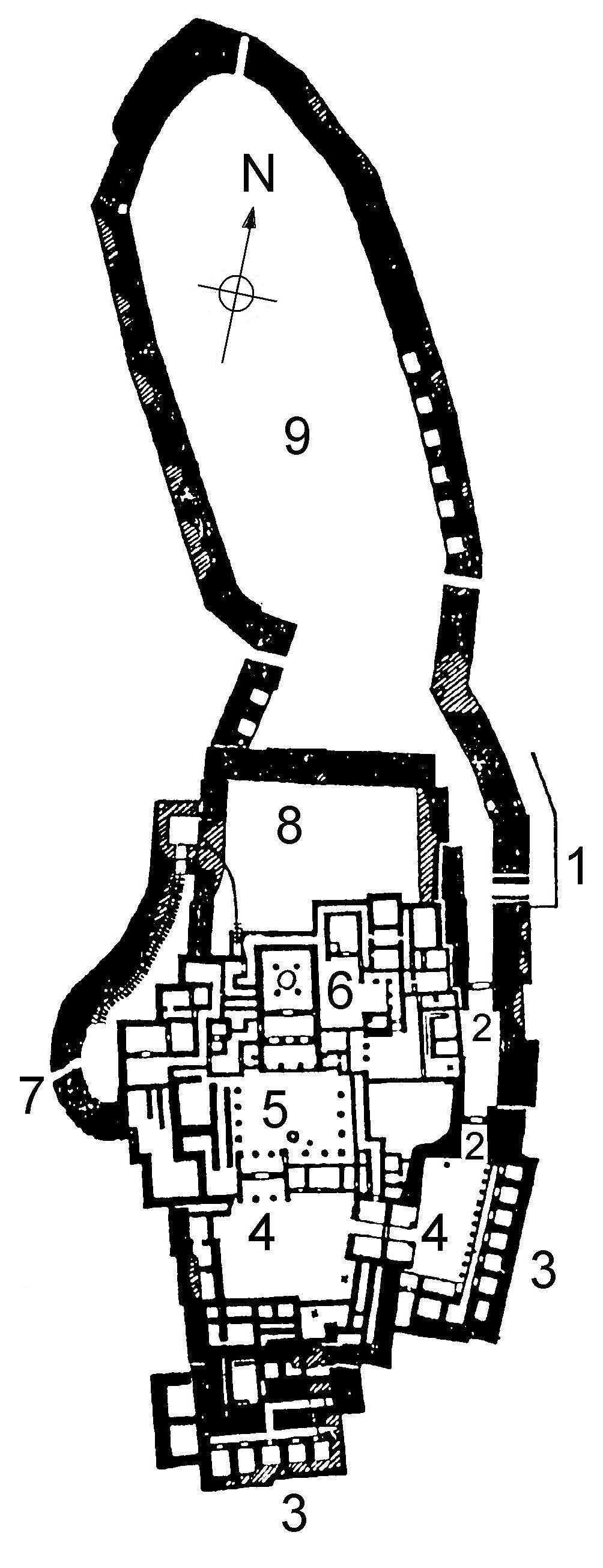
A tirünszi feltárás rajza

Tirünsz (ógörög Τίρυνς újgörög Τίρυνθα) a mükénéi kultúra egyik fontos lelőhelye Naupliontól 1,8 kilométerre északra a Peloponnészoszi-félszigeten. 
Már az újkőkorszaktól kezdve lakott volt, építkezések nyomai a bronzkortól kimutathatók.  Virágkorát Kr. e. 1400 és 1200 között élte. Leghíresebb látnivalói a palota, az erőd a küklopikus folyosókkal és falakkal, amik miatt az „erős falú” jelzőt kapta a város. Az ókorban Héraklész szülőhelyének tartották. 
A palotába két kapun át lehetett bejutni, a megaron előtt minószi oszlopokkal övezett udvar volt, körülötte tűzhely, műhelyek, raktárak és lakószobák. Falait krétai hatású freskók díszítették. A megaront a Kr. e. 7. században Héra templomává alakították át.
A mükénéi civilizáció bukása után a vár és a város is fokozatosan elnéptelenedett. Argosz város a Kr. e. 5. században teljesen elpusztította. Mire a 2. században Pauszaniasz Periégétész meglátogatta, Tirünsz már teljesen kihalt volt. Heinrich Schliemann tárta fel 1884 és 1885 között. A helyszínen ma is folyamatos feltárások folynak.
1999-ben a világörökség listájára került.